# Astragalus kochakii
Astragalus kochakii es una especie de planta del género Astragalus, de la familia de las leguminosas, orden Fabales.

## Distribución
Astragalus kochakii se distribuye por Turquía.

## Taxonomía
Fue descrita científicamente por Z. Aytaç & H. Duman. Fue publicada en Thaiszia 1: 21 (1992).